# Rheingold (film, 2022)
Pour les articles homonymes, voir Rheingold.
Pour plus de détails, voir Fiche technique et Distribution.
Rheingold est un film allemand réalisé par Fatih Akın, sorti en 2022.
C'est l'adaptation du roman autobiographique Alles oder Nix publié en 2015 du rappeur et producteur Xatar (en) (Giwar Hajabi).

## Fiche technique
Sauf indication contraire, les informations mentionnées dans cette section peuvent être confirmées par la base de données cinématographiques IMDb,  présente dans la section « Liens externes ».
- Titre français : Rheingold
- Réalisation : Fatih Akın
- Scénario : Fatih Akın d'après le roman autobiographique de Xatar (en) (Giwar Hajabi)
- Direction artistique : Jutta Freyer, Michael Randel, Rick Stoorvogel et Marco Trentini
- Décors : Tim Pannen
- Costumes : Katrin Aschendorf
- Photographie : Rainer Klausmann
- Montage : Andrew Bird
- Production : Fatih Akın et Nurhan Sekerci-Porst
- Sociétés de production : Bombero International, Corazón International, Lemming Film, Palosanto Films, Rai Cinema, Warner Bros. Film Productions Germany
- Pays de production :  Allemagne,  Italie,  Pays-Bas
- Langues originales : allemand, kurde, néerlandais, arabe, anglais, turc et français
- Format : couleur
- Genre : biographie, drame
- Durée : 138 minutes
- Dates de sortie :
  - Allemagne : 27 octobre 2022
  - France : 28 juin 2023
- Classification :
  - France : interdit aux moins de 12 ans

## Distribution
- Emilio Sakraya (de) : Giwar Hajabi, alias « Xatar (en) » (à l'âge adulte)
- Mona Pirzad : Rasal Hajabi, la mère de Giwar
- Ilyes Moutaoukkil : Giwar Hajabi (adolescent)
- Baselius Göze : Giwar Hajabi (enfant)
- Kardo Razzazi : Eghbal Hajabi, le père de Giwar
- Sogol Faghani : Shirin (adulte)
- Hüseyin Top (VF : Kévin Goffette) : Sami Abdel-Hadi, alias « Samy » (adulte)
- Arman Kashani : Miran (adulte)
- Denis Moschitto : Maestro
- Ensar Albayrak : Ssiawosch Sadat, alias « Kanakonda » puis « SSIO (de) »
- Uğur Yücel (en) : « oncle » Yero

 Source et légende : version française (VF) sur RS Doublage

## Accueil

### Accueil critique
En France, le site Allociné propose une moyenne de 3⁄5, à partir de l'interprétation de 18 critiques de presse.